# Little Caesar (Band)
Little Caesar ist eine US-amerikanische Hard-Rock-Band aus Los Angeles.

## Geschichte
Die Band wurde im Jahre 1987 vom Sänger Ron Young gegründet. Komplettiert wurde die erste Besetzung von den Gitarristen Loren Molinare und Apache, dem Bassisten Fidel Paniagua und dem Schlagzeuger Tom Morris. Nach einem Beitrag für den Metal-Blade-Sampler Street Survivors (Down to the Wire) veröffentlichte die Band 1989 die EP Name Your Poison. Little Caesar wurden daraufhin von Geffen Records unter Vertrag genommen.
Unter der Anleitung des Produzenten Bob Rock, der zuvor mit The Cult und Mötley Crüe gearbeitet hat, nahm die Band ihr erstes Album auf. Das selbstbetitelte Werk erschien im Jahre 1990 und belegte Platz 478 in einer vom deutschen Magazin Rock Hard erstellten Liste der 500 besten Alben aller Zeiten. Da die Plattenfirma nur wenig Promotion betrieb, blieb der kommerzielle Erfolg trotz guter Kritiken aus. Einige US-amerikanische Radiosender gingen sogar so weit, die Lieder von Little Caesar aus dem Programm zu nehmen, als die Verantwortlichen Promofotos der Band sahen.
Im Jahre 1991 stieg der Gitarrist Apache aus und wurde durch Earl Slick ersetzt. Sänger Ron Young spielte in dem Science-Fiction-Film Terminator 2 – Tag der Abrechnung eine kleine Rolle. Er mimte einen Biker, der vom Hauptdarsteller Arnold Schwarzenegger durch ein geschlossenes Fenster geschleudert wurde. Ein Jahr später erschien das zweite Studioalbum Influence, das von Howard Benson produziert wurde. Da sich das Album nur schleppend verkaufte, verlor die Band ihren Vertrag bei Geffen und löste sich Anfang 1993 auf.
Die Band reformierte sich im Jahre 2001 und spielte einzelne Konzerte, ehe im Jahre 2009 mit Redemption ein neues Studioalbum erschien. Es war gleichzeitig der Einstand für den Gitarristen Joey Brasler. 2011 tourte die Band durch Deutschland, wobei das Konzert in der Harmonie in Bonn vom WDR für einen Rockpalast aufgezeichnet wurde. 2012 erschien das Album American Dream. Brasler verließ die Band aufgrund von wiederkehrenden Terminproblemen im Januar 2014. Er wurde durch Joey Malone ersetzt.
Nach einer weiteren Umbesetzung, bei der 2017 Gitarrist Alex Kane durch Mark Tremalgia ersetzt wurde, nahm die Band das Album Eight auf, das am 16. März 2018 veröffentlicht wurde.

## Diskografie
- 1989: Name Your Poison (4-Track-EP)
- 1990: Little Caesar
- 1992: Influence
- 1998: This Time It’s Different
- 2009: Redemption
- 2012: Knuckle Sandwich (EP)
- 2012: American Dream
- 2016: Brutally Honest Live from Holland
- 2018: Eight